# Botho Graef
Franz Botho Graef (ur. 1857 w Berlinie, zm. 9 kwietnia 1917 w Königstein im Taunus) – niemiecki archeolog i historyk sztuki.

## Życiorys
Syn malarza Gustava Graefa i brat malarki Sabine Lepsius. Wykładowca na uniwersytecie w Jenie w latach 1904-1917.
Graef studiował filologię klasyczną i archeologię na Friedrich-Wilhelms-Universität w Berlinie i Ernst-Moritz-Arndt-Universität w Gryfii.

## Prace
- Hodlers und Hofmanns Wandbilder in der Universität Jena. Eugen Diederichs Verlag, Jena, 1910.
- Henry van de Velde In: Der Bücherwurm. Monatsschrift für Bücherfreunde. Verlag der Bücherwurm, Dachau, 1913.
- Written with Ernst Langlotz: Die antiken Vasen von der Akropolis zu Athen, Bd. I-II, de Gruyter, Berlin, 1925-1933 (posthum).